# Р.В.Р. (фільм)
«Р.В.Р.» (Революційна військова рада) — радянський художній фільм 1977 року, знятий режисером Олексієм Морозом на Кіностудії ім. О. Довженка.

## Сюжет
За мотивами однойменної повісті Аркадія Гайдара.
Про період Громадянської війни та підлітків, які брали активну участь у боротьбі за нове життя.

## У ролях
- Вадим Шумейко — Дімка
- Володимир Чубарєв — Жиган
- Анатолій Барчук — Павло Сергєєв
- Альоша Труханенко — Топ, молодший брат Дімки
- Марія Кочур — мати Дімки
- Микола Мерзлікін — батько Дімки
- Володимир Алексєєнко — дід Захар
- В'ячеслав Сланко — червоноком
- Володимир Нечепоренко — комісар
- Микола Олійник — Головень, дядько Дімки
- Володимир Волков — Козолуп, отаман
- Михайло Горносталь — Льовка, отаман
- Кузьма Кулаков — отець Перламутрій
- Микола Гудзь — черговий у штабі
- Анатолій Соколовський — бандит
- Володимир Волков — Васильченко, горнист
- А. Героєв — епізод
- Вадим Голик — бандит з банди Козолупа
- Валерій Потапенко — бандит з банди Козолупа
- Юрій Самсонов — бандит
- В. Дєєв — бандит
- Микола Ковтуненко — епізод
- Н. Коковкін — епізод
- Юрій Хаджиєв — епізод
- Герман Царьов — священик
- Маргарита Янголь — епізод
- Ю. Янкін — епізод
- О. Борисенко — епізод

## Знімальна група
- Режисер — Олексій Мороз
- Сценарист — Юрій Чулюкін
- Оператор — Микола Кульчицький
- Композитор — В'ячеслав Лиховид
- Художник — В'ячеслав Капленко